# Pieno d'amore/Arrivederci stella del nord
Pieno d'amore/Arrivederci stella del nord è un singolo di Loretta Goggi, pubblicato nel 1982.
Scritto da Paolo Amerigo Cassella e Totò Savio, il brano, primo estratto dell'album omonimo, si posiziona al decimo posto dei singoli più venduti divenendo un successo.  Secondo le certificazioni ufficiali della FIMI vendette quattrocentomila copie.
Il brano era la sigla finale del programma radiofonico della Rai Effetto musica, e viene presentato in diverse manifestazioni musicali tra le quali Saint Vincent estate..
Il lato B del disco contiene Arrivederci stella del nord, scritto da Paolo Amerigo Cassella e Totò Savio, una canzone a tematica gay che racconta di un'avventura con una "lei", conclusa con il ritorno a "lui" dopo un attimo di crisi, ma con un ricordo bello. Nel salutare la cantante dà un arrivederci: "Vieni a trovarci, la strada la sai".

## Tracce
Lato A
1. Pieno d'amore – 3:55 (Paolo Amerigo Cassella-Totò Savio)

Durata totale: 3:55
Lato B
1. Arrivederci stella del nord – 4:14 (Paolo Amerigo Cassella-Totò Savio)

Durata totale: 4:14